# Casino Luxembourg
Het Casino Luxembourg, ook Casino Luxembourg – Forum d'art contemporain, is een Luxemburgse culturele instelling voor hedendaagse kunst in Luxemburg-Stad.

## Geschiedenis
In 1880 werd de Société Anonyme du Casino de Luxembourg opgericht. De sociëteit heeft een belangrijke rol gespeeld in de sociale, culturele en economische geschiedenis van de Stad. Zij financierde de bouw van het Casino bourgeois, naar een ontwerp van de architecten Pierre Funck en Pierre Kemp. Het casino heeft nooit een speelzaal gehad, maar werd vanaf de opening in 1882 gebruikt voor gemaskerde bals, concerten, tentoonstellingen en theatervoorstellingen. Het gebouw bevatte verder een leeszaal en een restaurant. In 1886 gaf Franz Liszt zijn laatste openbare concert in het casino.
De Société du Casino Bourgeois werd in 1959 opgeheven. Het gebouw werd gekocht door de Luxemburgse staat, die het verhuurde aan de Cercle culturel des Communautés européennes. Tot eind 1990 werd het gebouw, onder de naam Foyer européen gebruikt voor recepties en culturele activiteiten van EU-instellingen. In 1993 werd het gebouw verbouwd en Het werd als tentoonstellingsruimte gebruikt toen Luxemburg werd benoemd tot culturele hoofdstad van Europa (1995).
In 1996 werd besloten het gebouw te gebruiken als onderdak voor een nieuwe culturele instelling, onder leiding van de vereniging Casino Luxembourg a.s.b.l. Het Casino Luxembourg omvat naast tentoonstellingszalen, onder meer een bibliotheek en een boekwinkel die is gespecialiseerd in hedendaagse kunst. In 2016 werd de begane grond naar een plan van architect Claudine Kaell getransformeerd, met onder meer een nieuwe ingang, een projectieruimte voor kunstenaarsvideo's, een culinair café en meer ruimte voor educatieve activiteiten en creatieve workshops.

## Directie
- 1996 - 2008 Enrico Lunghi (artistiek directeur)
- 1996 - 2015 Jo Kox (administratief directeur)
- 2009 - Kevin Muhlen (artistiek directeur)
- 2016 - Nancy Braun (administratief directeur)